# Mucormicosis asociada al COVID-19

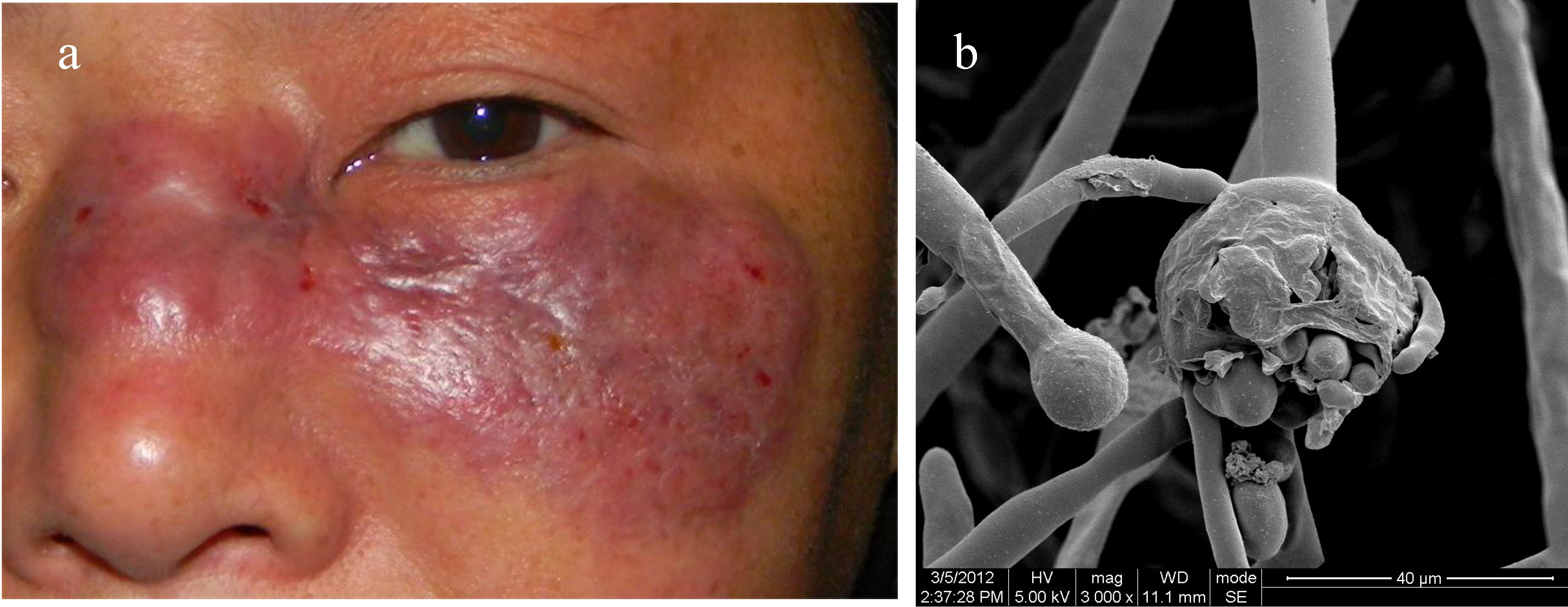
Un hombre de 47 años con mucormicosis y una imagen microscópica de su piel que muestra esporangios de bacterias hongos de mucorales.

La mucormicosis asociada al COVID-19 aparece generalmente en la prensa con el nombre de "hongo negro". Es la asociación de mucormicosis (una agresiva infección por hongos) con COVID-19. Fueron informados casos alrededor de la nariz, ojos y cerebro, una manifestación clínica a veces referida a como 'rino-orbital-cerebral (ROC) mucormycosis'.
Informes de COVID asociados a casos de mucormicosis son infrecuentes. Una revisión de la literatura médica localizó ocho casos informados alrededor del mundo hasta el 9 de enero de 2021. En estos informes, el mayor factor de riesgo común para mucormicosis era la diabetes. La mayoría de casos presentaron hospitalización (a menudo 10–14 días después de la admisión), pero una de las personas falleció. El tratamiento agresivo temprano es considerado esencial. Se estima que entre 40% y 80% de las personas que contraen cualquier forma de mucormicosis fallecen por la enfermedad, según el lugar de infección y las condiciones de salud subyacente.
La mucormicosis asociada a la infección por COVID-19 ha afectado especialmente a personas en India. La asociación también apareció en Rusia. Una explicación de por qué la asociación ha emergido extraordinariamente en India tiene que ver con índices altos de infección por COVID e índices altos de diabetes. En mayo de 2021, el Consejo indio de Búsqueda Médica emitió directrices para reconocer y tratar la asociación entre mucormicosis y COVID.
Debido al rápido crecimiento en el número de casos, el gobierno de Rajasthan lo declaró una epidemia el 19 de mayo de 2021. Posteriormente también los gobiernos de Haryana, Tamil Nadu, Telangana, Gujarat y Bihar lo han declarado una epidemia.